# Liste von Bahnhöfen an französischen Schnellfahrstrecken
Dies ist eine Teil-Liste von Bahnhöfen an französischen Schnellfahrstrecken, die also ausschließlich oder überwiegend von den TGV-Hochgeschwindigkeitszügen bedient werden. Insgesamt waren es 2020 183 Bahnhöfe. Charakteristisch für diese ist, dass sie meist mehrere Kilometer außerhalb der Stadtzentren direkt an den Schnellfahrstrecken liegen. Der Halt von TGV-Zügen an solchen Bahnhöfen ist mit weitaus geringerem Zeitverlust verbunden, als wenn die Züge zuerst auf die Altbaustrecken ausfädeln und zu den Bahnhöfen im Stadtzentrum fahren müssten. In einzelnen Fällen wurden die Bahnhöfe auch auf halbem Weg zwischen zwei Städten errichtet.
Für solche Bahnhöfe im „Niemandsland“, die zwar auf der Straße, meistens jedoch nicht per Regionalverkehr erreichbar sind, hat sich der Begriff „gare des betteraves“ (französisch betterave, deutsch Rübe) eingebürgert. Er geht auf den Bahnhof Haute-Picardie zwischen Amiens und Saint-Quentin zurück, der fernab jeglicher größeren Siedlung liegt und von Feldern mit Rüben umgeben ist.

## Bahnhöfe in Betrieb
| Bahnhof                          | Schnellfahrstrecke                    | Standortgemeinde         | Erschlossene Stadt/Einrichtung                   | Erschließung öffentlicher Verkehr                      | Inbetriebnahme                           |
| -------------------------------- | ------------------------------------- | ------------------------ | ------------------------------------------------ | ------------------------------------------------------ | ---------------------------------------- |
| Aéroport Charles-de-Gaulle 2 TGV | LGV Interconnexion Est                | Tremblay-en-France       | Flughafen Paris-Charles-de-Gaulle                | RER B                                                  | 29. Mai 1994                             |
| Aix-en-Provence TGV              | LGV Méditerranée                      | Aix-en-Provence/Cabriès  | Vitrolles, Aix-en-Provence                       | Bus                                                    | 10. Juni 2001                            |
| Avignon TGV                      | LGV Méditerranée                      | Avignon                  | Avignon                                          | Regionalzug nach Avignon-Centre                        | 10. Juni 2001                            |
| Belfort-Montbéliard TGV          | LGV Rhin-Rhône                        | Meroux                   | Belfort, Montbéliard, Kanton Jura (Schweiz)      | Bahnstrecke Belfort–Delle                              | 11. Dezember 2011                        |
| Besançon Franche-Comté TGV       | LGV Rhin-Rhône                        | Les Auxons               | Besançon                                         | Bahnstrecke Besançon-Viotte–Besançon Franche-Comté TGV | 11. Dezember 2011                        |
| Calais-Fréthun                   | LGV Nord                              | Fréthun                  | Calais, Betriebsbahnhof Coquelles des Eurotunnel | Bahnstrecke Boulogne–Calais                            | 26. September 1993                       |
| Champagne-Ardenne TGV            | LGV Est européenne                    | Bezannes                 | Reims                                            | Bahnstrecke Épernay–Reims                              | 10. Juni 2007                            |
| Le Creusot TGV                   | LGV Sud-Est                           | Écuisses                 | Le Creusot, Montceau-les-Mines                   | Bus                                                    | 27. September 1981                       |
| TGV Haute-Picardie               | LGV Nord                              | Ablaincourt-Pressoir     | Amiens, Saint-Quentin                            | Bus                                                    | 23. Mai 1993                             |
| Lille-Europe                     | LGV Nord                              | Lille                    | Lille                                            | Tram, Bus                                              | 26. September 1993                       |
| Lorraine TGV                     | LGV Est européenne                    | Louvigny                 | Metz, Nancy, Flughafen Metz-Nancy-Lothringen     | Bus                                                    | 10. Juni 2007                            |
| Lyon Saint-Exupéry TGV           | LGV Rhône-Alpes                       | Colombier-Saugnieu       | Flughafen Lyon Saint-Exupéry                     | Bus, Rhônexpress                                       | 3. Juli 1994                             |
| Mâcon-Loché TGV                  | LGV Sud-Est                           | Loché                    | Mâcon                                            | Bus                                                    | 27. September 1981                       |
| Marne-la-Vallée - Chessy         | LGV Interconnexion Est                | Chessy                   | Disneyland Paris                                 | RER A                                                  | 1. April 1992 (RER A) 29. Mai 1994 (TGV) |
| Massy TGV                        | LGV Atlantique                        | Massy                    | Massy                                            | RER B, RER C                                           | 24. September 1989                       |
| Meuse TGV                        | LGV Est européenne                    | Les Trois-Domaines       | Verdun, Bar-le-Duc                               | Bus                                                    | 10. Juni 2007                            |
| Montpellier-Sud-de-France        | Contournement de Nîmes et Montpellier | Montpellier              | Montpellier                                      | Bus                                                    | 7. Juli 2018                             |
| Nîmes-Pont-du-Gard               | Contournement de Nîmes et Montpellier | Manduel, Redessan        | Nîmes                                            | Bahnstrecke Tarascon–Sète-Ville                        | 15. Dezember 2019                        |
| Valence TGV                      | LGV Méditerranée                      | Saint-Marcel-lès-Valence | Valence, Romans-sur-Isère                        | Bahnstrecke Valence–Moirans                            | 10. Juni 2001                            |
| Vendôme-Villiers-sur-Loir TGV    | LGV Atlantique                        | Villiers-sur-Loir        | Vendôme                                          | Bus                                                    | 25. September 1990                       |

## Bahnhöfe in Planung
| Bahnhof                         | Schnellfahrstrecke                  | Standortgemeinde        | Erschlossene Stadt/Einrichtung         | Erschließung öffentlicher Verkehr | geplante Inbetriebnahme     |
| ------------------------------- | ----------------------------------- | ----------------------- | -------------------------------------- | --------------------------------- | --------------------------- |
| Gare nouvelle d’Agen            | LGV Bordeaux–Toulouse               | Brax                    | Agen                                   | Regionalzug nach Agen             | 2032 (Stand 2022)           |
| Gare nouvelle de Montauban      | LGV Bordeaux–Toulouse               | Bressols                | Montauban                              | Bahnstrecke Bordeaux–Sète         | 2032 (Stand 2022)           |
| Halte Sud-Gironde               | LGV Bordeaux–Espagne                | Escaudes                | Captieux, Sud-Gironde                  | Bus                               | 2034 (Stand 2022)           |
| Gare nouvelle de Mont-de-Marsan | LGV Bordeaux–Espagne                | Lucbardez-et-Bargues    | Mont-de-Marsan                         | Regionalzug nach Mont-de-Marsan   | 2034 (Stand 2022)           |
| Halte Côte-Landaise             | LGV Bordeaux–Espagne                | Saint-Geours-de-Maremne | Saint-Geours-de-Maremne, Côte-Landaise | Bus                               | 203x (Stand 2022)           |
| Béziers-Est                     | Neubaustrecke Montpellier–Perpignan | Villeneuve-lès-Béziers  | Béziers, Agde                          | Bus                               | 2045 (Stand 2021)           |
| Narbonne-Ouest                  | Neubaustrecke Montpellier–Perpignan | Montredon-des-Corbières | Narbonne                               | Bahnstrecke Bordeaux–Sète         | 2045 (Stand 2021)           |
| Vandières TGV                   | LGV Est européenne                  | Vandières               | Metz, Nancy                            | Bahnstrecke Frouard–Novéant       | zurückgestellt (Stand 2015) |